# Bridge (fotocamera)

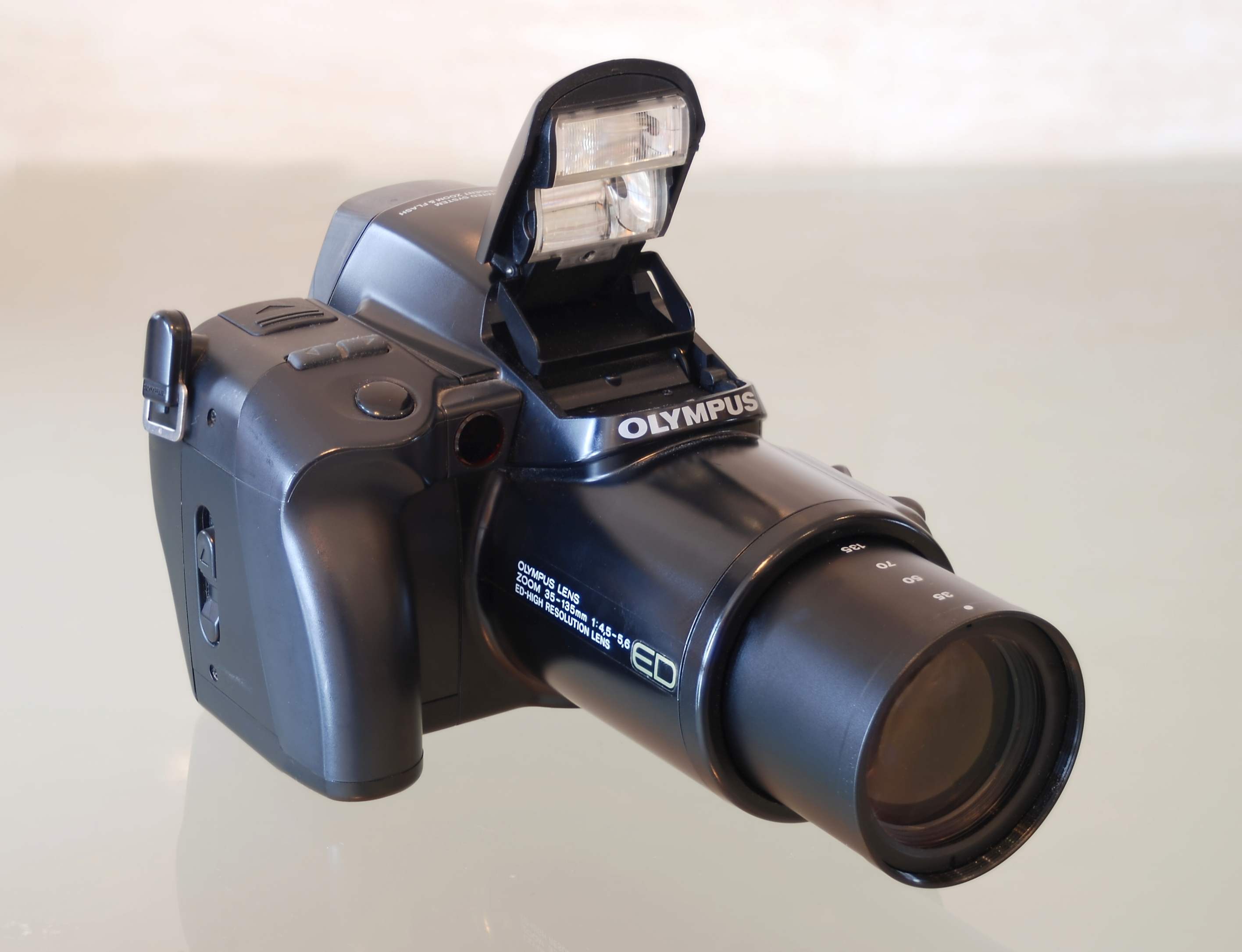
L'Olympus IS 1000

La fotocamera bridge, chiamata anche megazoom o superzoom, è una fotocamera che combina la praticità d'uso di una compatta con il design e le funzionalità tipiche di una reflex corredata da un costoso parco obiettivi. 
La denominazione "bridge" (in inglese "ponte") deriva proprio dal fatto che questa categoria di macchine fotografiche vuole idealmente porsi a metà tra il mondo delle reflex e quello delle compatte. 
Sono state molto popolari nel settore di mercato dei prosumer (ovvero coloro che si pongono a metà strada tra strumenti professionali e il livello base). La prima bridge commercializzata  (ovviamente una analogica a pellicola 35 mm), è stata la Olympus IS 1000 nel 1990, subito seguita da altri costruttori (Chinon, Minolta, ecc.).
Con l'avvento della fotografia digitale nei primi anni 2000, il loro successo di mercato è proseguito per oltre un decennio, salvo poi diminuire dalla seconda metà degli anni 2010, a causa della concorrenza di nuove tipologie di fotocamere (compatte di alta gamma con superzoom, mirrorless di livello base corredabili con obiettivi abbastanza economici ecc.) con prezzi a volte inferiori.
Ne è testimonianza il fatto che nel 2022 restano disponibili sul mercato meno di 10 bridge (prodotte da Nikon, Canon, Leica, Panasonic), mentre sono usciti da questo settore Fuji, Kodak, Casio, Sony, Pentax, ecc. e i prezzi di queste macchine risultano spesso non giustificabili.    

## Caratteristiche
Questo tipo di fotocamere ha come caratteristica primaria  il super zoom motorizzato (non sostituibile), che da medio o super grandangolare può arrivare alla focale di medio o super teleobiettivo, fino a circa 500 mm di lunghezza focale, ed in alcuni casi fino a 1000 mm (Nikon P510) e addirittura fino a 1200 mm (Canon SX50).
Un'altra caratteristica che le differenzia dalle compatte è la disponibilità di utilizzo delle principali modalità di esposizione (manuale, priorità di diaframma, priorità di otturatore, automatica), il controllo della profondità di campo, potendosi variare anche l'apertura del diaframma, la gamma di valori iso particolarmente estesa, simile ad una reflex.
Le bridge dispongono di obiettivi migliori rispetto alle compatte, il che si riflette sulla qualità d'immagine; presentano spesso la possibilità di montare degli accessori come filtri, lenti addizionali e a volte aggiuntivi ottici variatori di focale; inoltre solitamente hanno incorporato uno stabilizzatore d'immagine, per limitare il "mosso", ma soprattutto montano sensori (CCD o CMOS) di superficie più ampia rispetto alle compatte, che è da solo garanzia di qualità d'immagine superiore.
Si differenziano dalle reflex per l'impossibilità di cambiare l'obiettivo: infatti le bridge hanno il barilotto dell'obiettivo che fa corpo unico con la fotocamera. Un'altra differenza è il mirino elettronico di tipo EVF, (un mini schermo LCD visibile attraverso l'oculare), ma alcune bridge economiche non ne dispongono e questo le allontana dalle reflex vere e dalle mirrorless, e ne rende simile l'uso alle compatte di bassa gamma (si inquadra solo sul display posteriore).

## Funzionamento
Una fotocamera bridge è essenzialmente una fotocamera digitale con un funzionamento intermedio tra le reflex e le compatte.
Come per tutte le fotocamere digitali, la luce entra nell'obiettivo, attraversando le varie lenti interne, arriva prima al filtro a mosaico RGB, poi al sensore, dove sono distribuite milioni di cellule fotosensibili. Le fotocellule sono sensibili solo alla intensità di illuminazione, ma grazie al filtro RGB ciascuna risulta "specializzata" nel ricevere un solo colore; in più c'è una differenziazione fra celle destinate a registrare colori diversi: infatti solitamente per ogni fotocellula che acquisisce il rosso c'è una per il blu, ma ce ne sono due per il verde, in quanto il fotone verde è meno "energetico" degli altri due, mentre l'occhio umano percepisce meglio il verde rispetto agli altri due colori.
A questo punto le cariche elettriche corrispondenti al mosaico dei suddetti tre colori, disponibili ai terminali del sensore, possono essere acquisite dal software preinstallato e inviate come informazione digitale alla scheda di memoria, producendo un file "grezzo" in formato Raw, oppure essere ulteriormente elaborate prima della memorizzazione, in modo da ottenere un segnale digitale già comprensivo di tutte le sfumature di colore e pronto all'uso, nei formati d'immagine: BMP, TIFF, JPEG.
Le successive operazioni hanno lo scopo di migliorare la foto di partenza, applicando una correzione di gamma e modificando la regolazione selettiva dei colori, l'esposizione, il contrasto.

## Vantaggi e svantaggi
Rispetto ad una compatta, le fotocamere bridge presentano un design ancora abbastanza contenuto, un'impugnatura ergonomica, un obiettivo superiore per qualità e prestazioni, un sensore d'immagine più performante di una compatta ed una notevole possibilità di controllo sulle impostazioni di scatto.
Altri punti di forza possono essere la costruzione robusta (a volte tropicalizzata), lo stabilizzatore incorporato, il sistema autofocus, il flash ad attivazione automatica, il riconoscimento facciale, la registrazione video HD con sonoro stereo, lo scatto multiplo, le foto in 3D, le foto panoramiche a 360°, sebbene molte di queste caratteristiche siano ormai migrate verso le compatte e sono condivise da reflex e mirrorless. 
Resta imbattibile la eccezionale versatilità del super-zoom che consente di passare da grandangolo a super-tele semplicemente azionando una leva e senza intercambiare numerosi obiettivi (vantaggio operativo in campo, ma anche vantaggio economico). 
Però ci sono anche svantaggi. Gli accessori sono abbastanza costosi e specifici per ogni modello. Le funzionalità avanzate non sono di immediato utilizzo per un principiante e  spesso devono essere "cercate" tramite menù. L'obiettivo non intercambiabile è un limite per chi è abituato a riprese speciali, come con i grandangolari estremi o il "Fish-eye" e per chi intende fare micro/macrofotografia o astrofotografia. Infine, a causa dell'utilizzo di zoom molto spinti, la luminosità degli obiettivi è un po' limitata, se confrontata con gli obiettivi delle SLR o delle compatte di fascia alta, ma comunque accettabile.